# Unično
Unično (dt. Wiemtschehen) ist ein Ort in der Gemeinde Hrastnik, Bezirk Celje, Region Zasavska.
Der kleine Ort hat 14 Einwohner und liegt östlich von Hrastnik, etwa 5 Kilometer entfernt, oberhalb von Dol pri Hrastniku und Marno, gegen den Govško brdo (811 m. i. J.), hin, im Cillier Bergland, am Rand der Steiner Alpen.

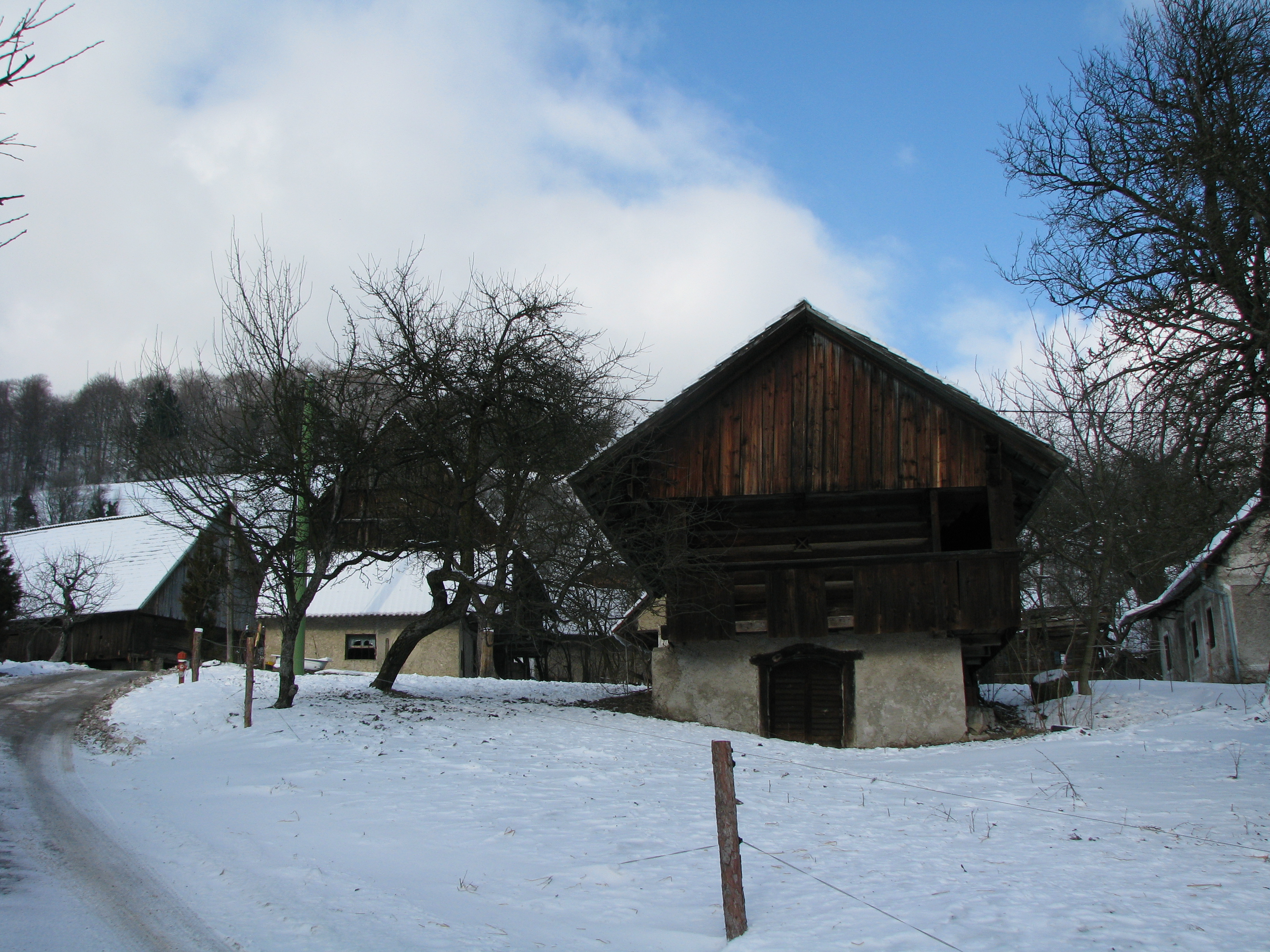
Unično
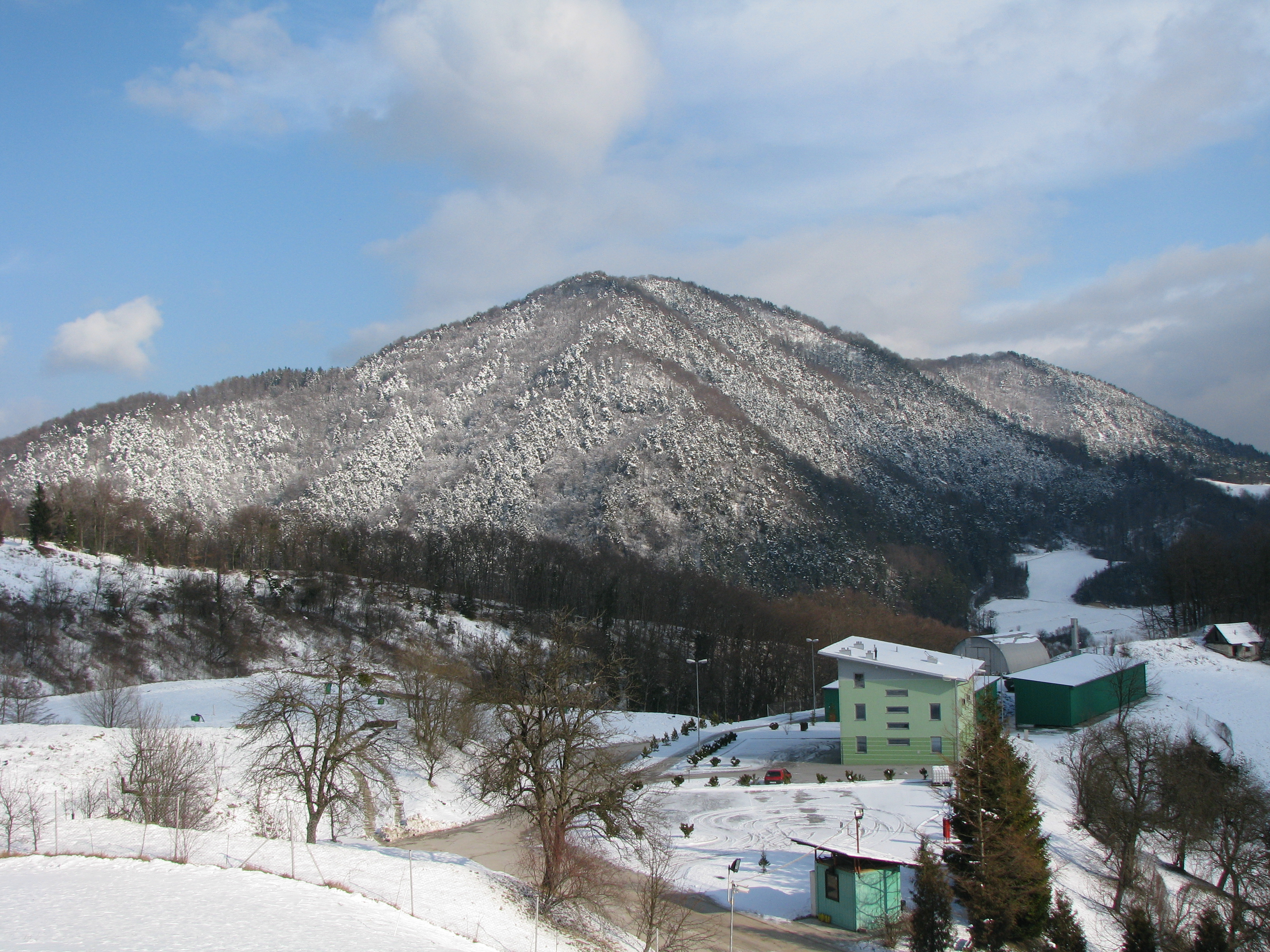
Gegen den Govško brdo, vorne die Deponie

Nachbarorte
|            | Zgornja Rečica (Gem. Laško, Savinjska)      |                                |
| Krištandol | Kompassrose, die auf Nachbargemeinden zeigt | Brezno (Gem. Laško, Savinjska) |
|            | Marno                                       | Brdce (Gem. Laško, Savinjska)  |

Bekannt geworden ist er im Besonderen durch das umstrittene Projekt einer großen Mülldeponie mit moderner Sortier- und Kompostieranlage (CEROZ, CERO in Zasavje). Aus dem Europäischen Kohäsionsfonds wurden 6,7 Millionen Euro dafür zur Verfügung gestellt. Die Kapazität beträgt 160.000 m3 (nach Ausbaustufe 2)